# Mario Imperoli
Mario Imperoli (* 24. Juni 1931 in Rom; † 24. Dezember 1977 ebenda) war ein italienischer Filmregisseur und Drehbuchautor.

## Leben
Imperoli arbeitete als Journalist; 1968 produzierte und schrieb er den Spielfilm L'interrogatorio, den Vittorio De Sisti inszenierte. Ab 1971 drehte er dann bis zu seinem frühen Tod selbst acht Filme, oftmals mit erotischen Themen; zu seinen Entdeckungen gehört Gloria Guida, die er 1973 in La ragazzina erstmals inszenierte. Bemerkenswert ist sein sozialkritisch angehauchter und recht brutaler Poliziottesco Come cani arrabbiati.

## Filmografie (Auswahl)
- 1973: Heiße Teens – Die erste Liebe (La ragazzina)
- 1975: Teenager lieben heiß (Blue jeans)